# Tecumseh
Tecumseh (ca. 1768 — 5. oktober 1813) var en berømt indianerhøvding som kæmpede for at forsvare indianernes land i USA. Han er kendt for sine fejder med den senere præsident William Henry Harrison, som omtalte ham som "en af de usædvanlige genier som af og til springer frem for at lave revolutioner og vælte den etablerede orden". Denne kamp ledte også til hans død.
Byen Tecumseh i Nebraska er opkaldt efter ham. 